# Paraknoxia parviflora
Paraknoxia parviflora là một loài thực vật có hoa trong họ Thiến thảo. Loài này được (Stapf ex Verdc.) Verdc. ex Bremek. mô tả khoa học đầu tiên năm 1953.